# Плейоне приземистая
Плейо́не призе́мистая (лат. Pleione humilis) — вид однодольных растений рода Плейоне (Pleione) семейства Орхидные (Orchidaceae). Впервые описан британским ботаником Джеймсом Эдвардом Смитом под названием Epidendrum humile Sm.basionym; в состав рода Pleione был перенесён Дэвидом Доном в 1825 году.

## Распространение и среда обитания

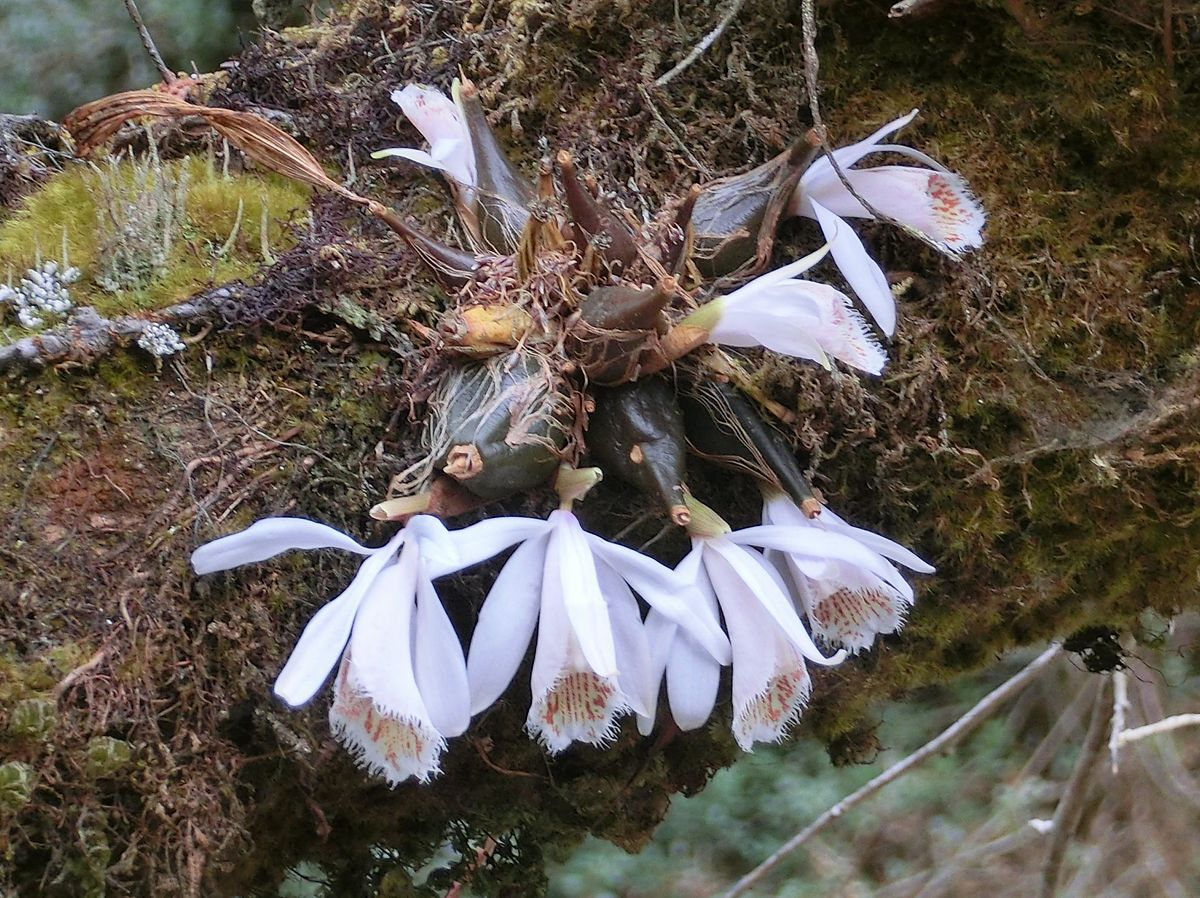
Группа цветущих растений. Непал

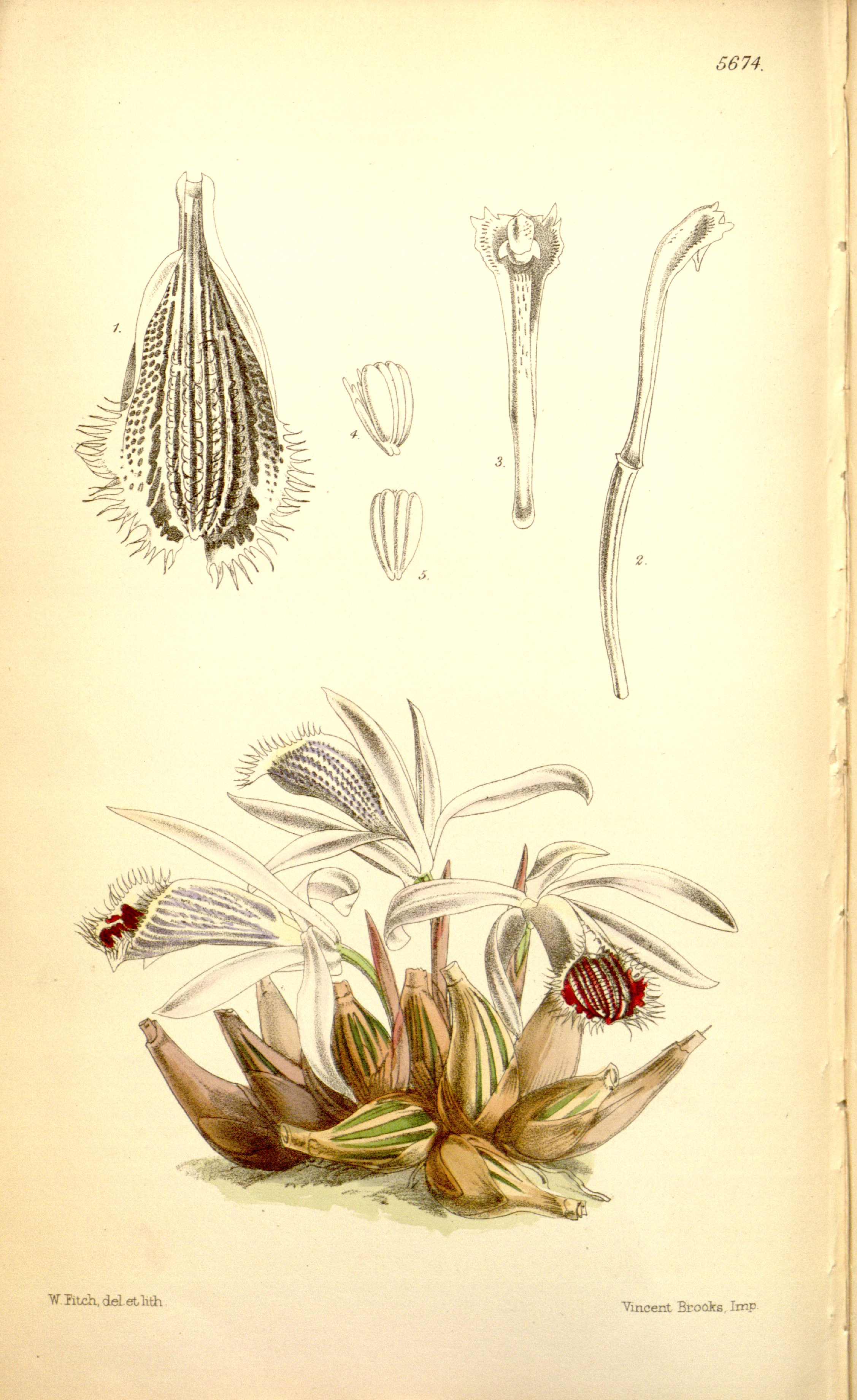
Ботаническая иллюстрация

Известна из Бутана, Китая (юго-восток Тибета), северо-востока Индии (штаты Ассам, Манипур и Сикким), Мьянмы и Непала. Китайские (тибетские) субпопуляции растения были обнаружены в 2000 году, однако с того момента у исследователей отсутствуют однозначные данные о произрастании вида в Тибете.
Растёт в тропических лесах. Как литофит предпочитает расти среди мхов, как эпифит — прикрепляется к деревьям, преимущественно из рода Рододендрон (Rhododendron).

## Ботаническое описание
Эпифитное либо литофитное растение маленького размера. Часто растёт группой вокруг деревьев.
Корневище с колбовидной псевдобульбой оливково-зелёного оттенка.
Лист одиночный, формой от обратнояйцевидного до эллиптического, с заострённой верхушкой.
Соцветие одно- или двухцветковое. Цветки ароматные, поникающие, белого цвета; лепестки косо линейно-обратноланцетовидные; губа продолговато-эллиптическая, белая, покрытая малиновыми или жёлто-коричневыми пятнами и прожилками; колонка широко-крыловидная с зубчатой верхушкой.

## Синонимы
Синонимичные названия:
- Coelogyne humilis (Sm.) Lindl.
- Coelogyne humilis var. albata Rchb.f.
- Coelogyne humilis var. tricolor Rchb.f.
- Cymbidium humile (Sm.) Lindl.
- Dendrobium humile (Sm.) Sm.
- Epidendrum humile Sm.basionym
- Pleione diantha Schltr.
- Pleione humilis var. adnata Pfitzer
- Pleione humilis var. purpurascens Pfitzer

## В культуре
Температурная группа: умеренная и холодная.
Местоположение: полутень. Растения требуют продолжительного периода покоя.